# Typ 97 90-mm-Infanterie-Mörser
Der Typ 97 90-mm-Infanterie-Mörser (jap. 九七式軽迫撃砲, Kyūnana-shiki keihakugekihō) war ein Mörser, der vom Kaiserlich Japanischen Heer im Zweiten Japanisch-Chinesischen Krieg und im Pazifikkrieg von 1937 bis 1945 eingesetzt wurde. Die Bezeichnung Typ 97 deutet dabei auf das Jahr der Truppeneinführung, das Jahr Kōki 2597 bzw. 1937 nach gregorianischem Kalender, hin.

## Geschichte

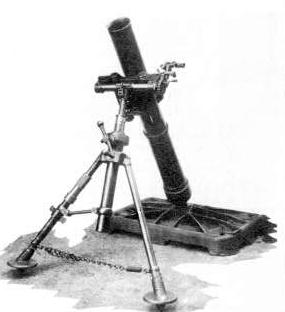
Vordere Ansicht eines Typ 97 90-mm-Mörsers

Der Typ 97 90-mm-Infanterie-Mörser basiert auf der Technik des Stokes-Mörsers, der im Steilfeuer Granaten mit einem Gewicht von 5,26 kg bis zu 3800 Meter weit verschießen konnte. Er ähnelte sehr stark dem amerikanischen M1-Mörser und dem japanischen Typ 97 81-mm-Infanterie-Mörser. Der Typ 97 ist ca. 50 kg leichter als das Vorgängermodell Typ 94 90-mm-Infanterie-Mörser. Die Gewichtsreduzierung konnte durch das Weglassen des Rückstoßmechanismus erzielt werden. Ebenso wurde das Gewicht des Zweibeins um 6 kg reduziert. Während beim Typ 94-Mörser viele Teile noch aus Messing gefertigt worden waren, wurde beim Typ 97-Mörser ausschließlich Stahl verwendet. Die Granaten konnten mit Aufschlags- oder Verzögerungszünder verschossen werden.
Es wurden 600 Exemplare des Typ 97 90-mm-Infanterie-Mörser hergestellt.

## Technische Daten
- Kaliber: 90,5 mm
- Geschützlänge: 1,217 m
- Höhenrichtbereich: +45° bis +85°
- Geschützgewicht: 172,5 kg
- Geschossgewicht: 5,26 kg
- Mündungsgeschwindigkeit V0 = 227 m/s
- Maximale Reichweite: 3800 m